# Стоун, Биз
Кристофер Айзек «Биз» Стоун (родился 10 марта 1974 года) — один из основателей и креативный директор Twitter, а также помог создать и запустить Xanga, Blogger, Odeo и Obvious. Опубликовал две книги по работе с блогами: Blogging: Genius Strategies for Instant Web Content (New Riders, 2002) и Who Let The Blogs Out? (St Martins, 2004).
Биз Стоун — это один из самых влиятельных людей в мире по версии «TIME», предприниматель десятилетия, по мнению Inc. Magazinе@ и один из «10 влиятельнейших людей мира» в списке «Vanity Fair».
Джек Дорси и Стоун написали прототип Twitter примерно за две недели. Стоун — житель Беркли, штат Калифорния. Окончил среднюю школу Wellesley High School в Уэлсли, штат Массачусетс. Является веганом.
Автор книги по саморазвитию и личностного роста «Решайся! Заряд на создание великого от основателя Twitter», которая была издана в 2015 году и переведена на множество языков мира.